# ماتی هینت
ماتی هینت (استونیایی: Mati Hint; ۲۸ اوت ۱۹۳۷ – ۵ دسامبر ۲۰۱۹) زبان‌شناس، سیاستمدار و نماینده مجلس اهل استونی بود.